# Аксаїтовська сільська рада
Аксаї́товська сільська рада (рос. Аксаитовский сельский совет) — муніципальне утворення у складі Татишлинського району Башкортостану, Росія. Адміністративний центр — село Аксаїтово.

## Населення
Населення — 1666 осіб (2019, 1972 в 2010, 2032 в 2002).

## Склад
До складу поселення входять такі населені пункти:
| Населений пункт        | Населення, осіб (2002) | Населення, осіб (2010) |
| ---------------------- | ---------------------- | ---------------------- |
| Аксаїтово, село        | 793                    | 794                    |
| Артаулово, присілок    | 224                    | 221                    |
| Бізь, присілок         | 97                     | 87                     |
| Зірімзі, присілок      | 173                    | 196                    |
| Ільметово, село        | 416                    | 380                    |
| Новочукурово, присілок | 119                    | 98                     |
| Юсупово, присілок      | 210                    | 196                    |